# Hřiště Na Rybníčku
Na Rybníčku je zaniklý fotbalový stadion v Brně. Byl domovem Zbrojovky Brno, která se sem přestěhovala v roce 1930 z Židenic, kde fotbalový klub vznikl. Stadion měl dvě podélné dřevěné tribuny s kapacitou 18 000 diváků. Stál přesně mezi hotelem Boby a tenisovými kurty klubu Tesla Brno. Spolu s vedlejším hřištěm tvořil areál, ve kterém se mnoho brněnských sportovních oddílů utkávalo především ve fotbale a dále také v hokeji (na přírodním ledu), cyklistice (na provizorním oválu) nebo přespolním běhu. 
Zázemí pro fotbal postupně převzal stadion Za Lužánkami, který vyrostl v 50. letech zhruba 100 metrů opodál. Už v roce 1947 se hokejisté Zbrojovky přesunuli na zimní stadion Za Lužánkami, jenž vznikl v bezprostřední blízkosti. Rybníček pak v dalších desetiletích postupně zanikl.

## Historie
Nezastavěné území tzv. Planýrky nedaleko lužáneckého parku se pro svou dostupnost stalo na počátku 20. století vyhledávaným místem pro provozování fotbalových zápasů. Postupně zde vznikla dvě regulérní fotbalová hřiště.
Působila na nich řada klubů, např. Deutscher Sportverein (DSV) Brünn, Horymír Brno, AFK Žižka Brno či TJ Start Brno. Nejvýraznější stopu však zanechal SK Židenice (dnešní Zbrojovka), který zde v letech 1933 až 1949 odehrál 15 prvoligových sezón a několik zápasů Středoevropského poháru.

### SK Zbrojovka Židenice
V roce 1930 se po více než 10 letech v Zábrdovicích tým SK Židenice dočasně přestěhoval za velodrom do Pisárek, kde hrávalo brněnské Makkabi. Avšak pro nevyhovující polohu se brzy začalo vyjednávat s týmem Horymír o pronájmu hřiště Na Rybníčku. Brzy došlo k dohodě a tak 28. října 1930 zde Židenice odehrály svůj první domácí mistrovský zápas, a to s DSK Třebíč (4:2).
V roce 1931 byly vzhledem k chystané profesionalizaci klubu provedeny úpravy hřiště a vybudovány dřevěné tribuny se zámezím. Po této transformaci byl klub v roce 1932 zařazen do druhé ligy, do které vstoupil 28. srpna 1932 jednoznačným vítězstvím nad Slavojem Žižkov (11:0). Celou soutěž nakonec vyhrál a stal se tak historicky prvním moravským účastníkem nejvyšší soutěže, a to od sezóny 1933/1934.
Dne 3. května 1934 zde proti sobě nastoupili ve fotbalovém utkání herci českého a německého divadla v Brně. Zápas, který soudcoval Vlasta Burian, skončil vítězně pro české barvy výsledkem 4:1-3:0. Celkem se na zápas přišlo podívat 2000 diváků.Dne 16. října 1934 se zde před 5 tisíci diváky žideničtí utkali s výběrem Moskvy (2:3).
Mezi další památná utkání odehraná na Rybníčku lze zařadit souboj Židenic se Spartou v sezóně 1934/1935, ve kterém domácí zvítězili před téměř 15 tisíci diváky 4:0.
V červnu roku 1935 zde Židenice odehrály své první utkání Středoevropského poháru proti Rapidu Vídeň (3:2), který vyřadili, a v dalším kole hráli proti Ferencvároši Budapešť (4:2).
V červnu roku 1936 zde Židenice odehrály svá další utkání Středoevropského poháru proti Lausanne (5:0) a Ambrosianě (2:3). Za Ambrosianu (dnešní Inter Milán) vstřelila Na Rybníčku 2 góly italská klubová legenda Giuseppe Meazza.
Poslední únorový den v roce 1937 se zápas Na Rybníčku nedohrál. Problémem byl terén, který byl nepřípustný, a odehrála se pouze hodina hry. V té chvíli vedla Moravská Slavia 0:1, o měsíc později se duel musel opakovat (6:0).
V červnu roku 1938 zde Židenice odehrály své poslední utkání Středoevropského poháru, opět proti Ferencvároši Budapešť (3:1).
Při příchodu válečné fronty do Brna a náletům došlo k poškození stadionu, klubového sekretariátu a tím i cenných trofejí a dokumentů. Po druhé světové válce procházel klub finančními obtížemi, kvůli kterým významně spojil síly s největší brněnskou továrnou Zbrojovka, jejíž název přebral za svůj. 
Zbrojovka opustila definitivně opustila Rybníček fúzí s RH Brno v roce 1962 přesunem na fotbalový stadion Za Lužánkami, který na začátku 50. let vyrostl v sousedství. 

### Hokejová Zbrojovka
V zimě Na Rybníčku hrávali na přírodním ledě též hokejisté SK Židenice. Dne 30. ledna 1946 viděli Na Rybníčku brněnští diváci poprvé hrát kanadské hokejisty. Kombinovaný celek SK Židenic a SK Králova Pole doplněný dvěma pražskými hráči Kusem a Veckem zde sehrál zápas s mužstvem Canadian Army Head Quarters Maple Leafs. Před 12 tisíci diváky výběr Brna podlehl kanadským vojákům 1:8.
Dne 15. května 1946 zde odehrály Židenice svůj první zápas proti anglickému klubu, a to proti Derby County (vítězi English-Cupu 1946). Zcela vyprodaný stadion s 20 tisíci diváky sledoval prohru domácích 0:2.
S otevřením přilehlého zimního stadionu Za Lužánkami v roce 1947 se druholigový hokejový oddíl Zbrojovka Židenice z Rybníčku odstěhoval. 

### TJ Start Brno
V roce 1957 zahájil svou činnost fotbalový oddíl nově vznikající TJ Start Brno na hřišti Na Rybníčku. Kolem roku 1965 byla tělovýchovné jednotě nabídnuta možnost výstavby sportovního areálu na nově vznikajícím sídlišti Lesná. V roce 1971 tam začal fotbalový oddíl hrát své zápasy na vlastním pískovém hřišti.

### Doprava
Pro posílení tramvajové dopravy při hojně navštěvovaných zápasech ve sportovním areálu za Lužánkami byla v říjnu roku 1948 zbudována odstavná kolej v ulici Rybníček. Tramvaje sem mohly zajíždět až do konce března roku 1982, kdy byl Rybníček od kolejové tratě opět odpojen.

### Demolice hřiště
Výstavba nedalekého městského plaveckého bazénu v letech 1967 až 1978 si vyžádala prodloužení ulice Sportovní a tak počátkem 70. let 20. století došlo k demolici již nevyužívaného hřiště Na Rybníčku.[chybí lepší zdroj] Od 70. do 90. let 20. století pak stála na rozhraní bývalého hřiště a Boby centra nafukovací hala s dřevěnou cyklistickou dráhou.

## Současnost
V současné době po hlavním hřišti a tribunách Na Rybníčku nezůstala žádná stopa. Přes středový kruh vede silniční komunikace – ulice Sportovní. Stadion se totiž rozprostíral mezi hotelem Boby a nynějšími tenisovými kurty sportovního klubu Tesla Brno.  Z některých fotografií tehdejšího hřiště Na Rybníčku jsou zřejmé dodnes stojící bytové domy v ulici Staňkova a Střední (č.p. 373/16 a 373/55) nebo ZŠ Staňkova.
Na místech vedlejšího fotbalového hřiště, které zůstalo po uzavření hřiště Na Rybníčku dlouhou dobu nevyužívané, bylo v roce 2006 postaveno Sportcentrum Lužánky se dvěma ledovými plochami. Jeho plný provoz byl slavnostně zahájen 30. března 2007.